# Camerata Bern
Camerata Bern is een kamerorkest uit Bern dat bestaat uit 14 muzikanten en concerten speelt zonder dirigent. Hun repertoire reikt van barokmuziek op authentieke instrumenten tot hedendaagse muziek.

## Biografie
Onder invloed van vioolleraar Max Rostal besloten dertien leerlingen van de Hochschule für Musik und Theater in het Zwitserse Bern in 1962 om een klein en flexibel kamerorkest op te richten. Ze betrokken er nog een klavecimbelspeler bij en besloten om zonder dirigent te spelen. De concertmeester en artistiek leider, aanvankelijk initiatiefnemer Alexander van Wijnkoop, gaf aanwijzingen, terwijl hij zelf ook meespeelde.
Violist van Wijnkoop was concertmeester van 1962 tot 1979. Hij werd opgevolgd door Thomas Füri, die de functie op zich nam van 1979 tot 1993. Vervolgens nam Thomas Zehetmair die rol over tussen 1993 en 1999. Van 2001 tot 2010 nam Erich Höbarth de artistiek leiding op zich. Violiste Antje Weithaas werd in 2010 concertmeester. Ze werd in 2018 vervangen door violiste Patricia Kopatchinskaja. In 2011 was ook violist Thomas Demenga een tijd artistiek leider.
Het ensemble werkte voor verschillende tournees samen met solisten zoals Heinz Holliger, Aurèle Nicolet, Jean-Pierre Rampal, Maurice André, András Schiff, Radu Lupu, Peter Serkin, Gidon Kremer, Nathan Milstein, Boris Pergamenschtschikow, Narciso Yepes, Pepe Romero, Barbara Hendricks, Peter Schreier, Emmanuel Pahud, Sabine Meyer en Tabea Zimmermann.
In Bern organiseert het orkest concertreeksen in het Paul Klee Centrum, in het Conservatorium en in het Kultur Casino. Daarnaast treden ze vaak op in scholen in het kanton Bern, waar ze sinds 2010 meer dan 100 concerten gaven. Met het project ‘KONZERTiert euch, Kinder’ werden al 8000 kinderen bereikt.
In 2012 vierde Camerata Bern z'n 50-jarige bestaan. Daarom vroegen ze aan verschillende muzikanten om een strijkorkeststuk voor hen te componeren, waaronder Heinz Holliger, Jean-Luc Darbellay, Thomas Demenga, Daniel Glaus en Patricia Kopatchinskaja. Ter gelegenheid van dit jubileum ontving het ensemble ook veertien instrumenten van de vioolbouwschool te Brienz.
Ze brachten hun eerste opnames uit bij platenmaatschappij Archiv Produktion (tussen 1978 en 1985). Daarna werkten ze vooral samen met het Zwitserse label Novalis (1986-1992) en daarna voor bijna elke nieuwe plaat met een andere firma.
Camerata Bern speelde in Palacio de Bellas Artes in Mexico, op het Morelia Festival in Mexico, in het Teatro Nacional in Costa Rica, Teatro Nacional in Panama, Teatro Colón in Buenos Aires, Sala Sao Paulo, Teatro Solis in Montevideo, in Victoria Hall in Genève, in de Alte Oper Frankfurt, Teatro Carlo Felice in Genua, op het Festival Cervantino in Mexico en in de Wartburg in Eisenach. Met Antje Weithaas stonden ze vier keer in deSingel in Antwerpen. Met Patricia Kopatchinskaja speelden ze in 2018 op het Festival Van Vlaanderen in Gent en in 2019 in het Muziekgebouw in Amsterdam.

## Leden[10]
In het seizoen 2020-2021:
- Muzikale leiding: Patricia Kopatchinskaja
- Viool: Hyunjong Reents-Kang, Claudia Ajmone-Marsan, Meesun Hong Coleman, Sibylla Leuenberger, Michael Bollin, Christina Merblum-Bollschweiler, Suyeon Kang, Sonja Starke
- Altviool: Anna Puig-Torné, Alejandro Mettler, Friedemann Jähnig
- Cello: Thomas Kaufmann, Martin Merker
- Contrabas: Käthi Steuri
- Klavecimbel: Vital Julian Frey

Voormalige leden
- Viool: Nathalie Vandroogenbroeck, Misa Stefanovic, Henja Semmler, Janka Ryf, György Zerkula, Katharine Gowers, Hayley Wolfe, Michael Brooks-Reid, Sophie Rowell, Laura Comini, Byol Kang, Simone Roggen, Annina Woehrle, Cordelia Hagmann
- Altviool: Alexander Besa, Danusha Waskiewicz, Emanuel Bütler, Florent Brémond, Johannes von Bülow, Claudia Mulas, Tomoko Akasaka, Christa Jardine
- Cello: Stéphanie Meyer, Elena Cheah, Alexandre Foster, Orlando Theuler, Samuel Justitz, Domitille Jordan, Beatriz Blanco
- Contrabas: Andres Martinez, Ivan Nestic
- Klavecimbel: Andreas Erismann